# Слобода (Афанасовский сельсовет)
Слобода — деревня в Бабаевском районе Вологодской области.
Входит в состав Борисовского сельского поселения (с 1 января 2006 года по 13 апреля 2009 года входила в Афанасовское сельское поселение), с точки зрения административно-территориального деления — в Афанасовский сельсовет.
Расстояние до районного центра Бабаево по автодороге — 53 км, до центра муниципального образования села Борисово-Судское  по прямой — 16 км. Ближайшие населённые пункты — Афанасово, Нестерово, Овсянниково.
По переписи 2002 года население — 21 человек (8 мужчин, 13 женщин). Основные национальности — русские (67 %), украинцы (33 %).